# Dasoclema
Dasoclema é um género botânico pertencente à família Annonaceae.